# جاك إبرت
جاك إبرت (1890 - 1962م). (بالفرنسية: Jacques Ibert)‏ مؤلف موسيقي فرنسي.
ولد جاك فرنسوا أنطوان إبرت في باريس وكان مدير الأكاديمية الفرنسية في روما من أواخر الثلاثينيات حتى حوالي عام 1960م، ومديرًا لأوبرا باريس من عام 1955م حتى عام 1957م.
كتب كثيرًا من الأعمال الموسيقية للمسرح، والباليه، والأفلام. وكتب أيضًا أعمالاً أوركسترالية وموسيقى الحجرة (Chamber Music).
ومن أشهر مؤلفاته الأوركسترالية:
- إسكليز (Escales).
- موانئ النداء (1924م).

ومن أهم مقطوعاته الموسيقية مقطوعة الناي (Flute Concerto).
في عام 1935م كتب باليه الفارس الشارد (Le Chevalier Errant, épopée choréographique)، وقدَّمها على المسرح عام 1950م، وهي مبنية على رواية دون كيشوت.
أشهر أوبرا ألفها هي أنجليك (Angélique) في عام 1927.

## روابط خارجية
- جاك إبرت على موقع IMDb (الإنجليزية)
- جاك إبرت على موقع الموسوعة البريطانية (الإنجليزية)
- جاك إبرت على موقع مونزينجر (الألمانية)
- جاك إبرت على موقع ألو سيني (الفرنسية)
- جاك إبرت على موقع ميوزك برينز (الإنجليزية)
- جاك إبرت على موقع أول موفي (الإنجليزية)
- جاك إبرت على موقع قاعدة بيانات الأفلام السويدية (السويدية)
- جاك إبرت على موقع إن إن دي بي (الإنجليزية)
- جاك إبرت على موقع أول ميوزيك (الإنجليزية)
- جاك إبرت على موقع ديسكوغز (الإنجليزية)